# Nú Barreto
Nú Barreto (São Domingos, 1966) és un artista africà. Resideix a París des de 1989. La seva obra s'ha exposat als Estats Units i alguns països europeus fora de la seva França adoptiva.
El seu art va començar amb la fotografia, i va estudiar breument a l'Escola de Fotografia AEP de París, el 1993. Posteriorment, va prosseguir els seus estudis a l'Ecole Nationale des Métiers d'Image au Gobelins del 1994 al 1996, on va acabar els seus estudis de fotografia. Tot i així Barreto va acabar evolucionant vers els objectes trobats i els collages, s'ha exposat a galeries i museus dels Estats Units, el Brasil, Alemanya, Luxemburg i el Senegal.
Tendeix a centrar-se en temes d'injustícia i opressió, i especialment aquells que condueixen a un patiment generalitzat a tot Àfrica.